# Michel Spiro
Pour les articles homonymes, voir Spiro.
Michel Spiro, né le 24 février 1946 à Roanne (Loire), est un physicien français.

## Biographie
Michel Spiro fit ses études secondaires au lycée Jean-Puy de Roanne où il obtient en 1963 son baccalauréat « mathématiques élémentaires ». Il fit ensuite sa classe préparatoire au lycée Louis-Le-Grand et passe le concours des mines qu'il réussit. En 1966, Michel Spiro intègre l'École polytechnique (X1966),,,.
En mai 68, il fait partie du comité organisant des « cours sauvages » autour d'une nouvelle pédagogie, et en soutenant les piquets de grève ouvriers.

### Carrière scientifique
Après un DEA (Diplôme d'études approfondies) de physique théorique en 1969, il intègre le Commissariat à l'Énergie Atomique (CEA) en 1970 comme ingénieur, où il occupe le poste de chef du service de physique des particules de 1991 à 1999. En 1976, il obtient un doctorat ès en sciences physiques au centre CEA de Saclay. Ses premières recherches en physique des particules le conduisent à participer à la découverte des bosons intermédiaires W et Z (Experimental observation of lepton pairs of invariant mass around 95 GeV/c² at the CERN SPS collider). Il se dirige ensuite vers l'étude des particules en provenance du cosmos en participant à l'expérience GALLEX de détection des neutrinos solaires (GALLEX solar neutrino observations. The results from GALLEX I and early results from GALLEX II) et, comme porte-parole, à l'expérience de recherche d'objets sombres (EROS). Il est nommé en 2003 directeur de l'Institut national de physique nucléaire et de physique des particules (IN2P3) du CNRS, fonction qu'il quitte en 2010. 
De 1983 à 1999, Michel Spiro enseigne en qualité de maître de conférences en mécanique quantique, en équilibre et évolution stellaire puis énergie-environnement à l'École polytechnique,.
De 1984 à 1988, il fut président de la division physique des particules de la Société française de physique.
En janvier 2010, il devient président du conseil du CERN lors du démarrage par l'Organisation du Large Hadron Collider (LHC), le plus grand accélérateur de particules du monde. Il est depuis directeur de recherche émérite au Commissariat à l'Énergie Atomique et a été président du conseil du CERN de 2010 à janvier 2013.
Michel Spiro fut élu président de la Société française de physique pour les années 2016 et 2017 et plus récemment il a été aussi élu président désigné de IUPAP (International Union of Pure and Applied Physics) pour les années 2018 à 2020. Depuis octobre 2019, à la suite de la démission du président Kennedy Reed (en) pour des raisons personnelles, Michel Spiro devient alors président de l'IUPAP, suivi de Silvina Ponce Dawson à partir de 2025.
En juin 2020, il devient le nouveau président du Conseil de la Fondation CERN & Société, une fondation qui diffuse les connaissances et le savoir-faire du CERN au profit de la société, par le biais d'activités d'éducation et de sensibilisation. En mars 2024 Spiro a été élu président de l'association Curie et Joliot-Curie succédant à Édouard Brézin.
Michel Spiro a présidé le comité directeur de l’Année internationale des sciences fondamentales au service du développement durable (IYBSSD2022).  Il a aussi contribué à la proclamation le 25 Août 2023 par l'assemblée générale des Nations unies, d'une décennie internationale des sciences (toutes les sciences et connaisances, y compris traditionnelles) pour un développement soutenable 2024 -2033. Dans ce cadre il préside "the Earth-Humanmity Coalition" en 2024.

## Décorations et prix

### Décorations françaises
- Officier de la Légion d'honneur (2021)[17], chevalier (2004)[18]
- Officier de l'ordre national du Mérite (2008)[19]

### Prix
- 1983 : Prix Joliot-Curie de la Société française de physique[20]
- 1985 : Prix Thibaud de l'Académie des sciences, belles-lettres et arts de Lyon
- 1995 : Prix scientifique Philip Morris (avec Michel Cribier et Daniel Vignaud pour les neutrinos solaires)
- 1999 : Prix Félix Robin de la Société française de physique
- 2000 : Prix de l'Association française pour le rayonnement international
- 2015 : Fellow of the European Physical Society[21]
- 2018 : Prix A. Lagarrigue[22]
- 2020:  Docteur honoris causa de Institut unifié de recherches nucléaires[23]

## Ouvrages et publications

### Articles scientifiques
1. ↑  (en) UA1 Collaboration, « Experimental observation of lepton pairs of invariant mass around 95 GeV/c² at the CERN SPS collider », Physics Letters B, vol. 126,‎ juillet 1983, p. 398–410 (DOI 10.1016/0370-2693(83)90188-0)
2. ↑  (en) GALLEX Collaboration et al., « GALLEX solar neutrino observations. The results from GALLEX I and early results from GALLEX II », Physics Letters B, vol. 314,‎ septembre 1993, p. 445–458 (DOI 10.1016/0370-2693(93)91264-N)

### Autres publications significatives
- Experimental Observation of Isolated Large Transverse Energy Electrons with Associated Missing Energy at s**(1/2) =540-GeV. UA1 Collaboration (G.Arnison et al.). Feb 1983. 31 pp. Publié dans Phys. Lett. B122 (1983) 103-116
- Experimental Particle Physics Without Accelerators. J. Rich, D. Lloyd Owen, M. Spiro (Saclay). 1987. 126 pp. Publié dans Phys. Rept. 151 (1987) 239-364
- Search for superheavy hydrogen insea water. M. Spiro, B. Pichard, J. Rich, J.P. Soirat, S. Zylberajch (DAPNIA, Saclay), G. Grynberg, F. Trehin, P. Verkerk, Pierre Fayet (École Normale Superieure), M.E. Goldberg (Pasteur Inst., Paris). 1990. Publié dans Les Arcs 1990, Proceedings, New and exotic phenomena '90 489-498'
- Evidence for gravitational microlensing by dark objects in the galactic halo. EROS collaboration E. Aubourg, P. Bareyre, S. Brehin, M. Gros, M. Lachieze-Rey, B. Laurent, E. Lesquoy, C. Magneville, A. Milsztain, L. Moscoso (DAPNIA, Saclay) et al.. Oct 1993. 3 pp. Publié dans Nature 365 (1993) 623-625

Articles de Spiro répertoriés dans INSPIRE-HEP.

### Ouvrages
- Gilles Cohen-Tannoudji et Michel Spiro, La Matière espace-temps, Fayard, 1986, Gallimard, 1989.
- Étienne Klein & Michel Spiro (éditeurs), Le Temps et sa Flèche, Les Éditions Frontières, 1994.
- Gilles Cohen-Tannoudji et Michel Spiro, Particules élémentaires et cosmologie : les lois ultimes ?, Éditions Le Pommier, 9 septembre 2008 (ISBN 978-2746503809).
- Gabriel Chardin et Michel Spiro, Le LHC peut-il produire des trous noirs ?, Les Petites Pommes du Savoir, 20 janvier 2009 (ISBN 978-2746504127).
- Gilles Cohen-Tannoudji et Michel Spiro, Le Boson et le chapeau mexicain : un nouveau grand récit de l'univers, Paris, Gallimard, 2013, 531 p. (ISBN 978-2-07-035549-5).
- Étienne Klein, Francis Bernardeau, Sandrine Laplace et Michel Spiro, La physique des infinis, La Ville Brûle, 19 septembre 2013 (ISBN 978-2360120352).